# Dongcheng
Il distretto di Dongcheng (東城區T, 东城区S, Dōngchéng QūP) è uno dei due distretti centrali di Pechino. Ha una superficie di 40,60 km² e una popolazione di 700.000 abitanti. Comprende tutta la parte orientale della Città Vecchia all'interno della seconda circonvallazione, insieme al alcune aree esterne; inoltre tocca la terza circonvallazione nella sua parte nord-orientale.
L'insediamento dell'area risale a più di un millennio fa. Non divenne formalmente un distretto della città fino alla fondazione della Repubblica cinese nel 1911. Il nome "Dongcheng" (letteralmente "città orientale") gli venne assegnato per la prima volta in un riassetto amministrativo del 1958. La sua estensione attuale è conseguente all'unione col distretto di Chongwen nel 2010.
Dongcheng ospita molte delle principali attrazione culturali di Pechino, fra cui la Città Proibita e il Tempio del Cielo, entrambi patrimoni dell'umanità protetti dall'UNESCO. Più di un quarto dei principali siti storici e culturali della città si trovano all'interno del distretto. Anche la Piazza Tienanmen si trova a Dongcheng, insieme ad altre attrazioni turistiche, come i bar e la vita notturna di Nanluoguxiang e i negozi di Wangfujing. Più di tre quarti dell'economia del distretto sono occupati dal settore terziario.

## Architetture
- Tempio Bailin